# 最高人民法院指导性案例
最高人民法院指导性案例，也被称为指导案例，是中华人民共和国最高人民法院发布的具有指导意义的案例。案例指导制度是为了总结审判经验，统一法律适用而采取的一项制度。2010年11月26日，高法院印发《关于案例指导工作的规定》，确立该项制度。2018年，《中华人民共和国人民法院组织法》修正案获得通过后，该制度被写入该法第十八条。
截至2024年6月，最高人民法院已发布229个指导案例。

## 第一批（2011年12月20日）[1]
- 指导案例1号：上海中原物业顾问有限公司诉陶德华居间合同纠纷案
- 指导案例2号：吴梅诉四川省眉山西城纸业有限公司买卖合同纠纷案
- 指导案例3号：潘玉梅、陈宁受贿案
- 指导案例4号：王志才故意杀人案

## 第二批（2012年4月9日）[3]
- 指导案例5号：鲁潍（福建）盐业进出口有限公司苏州分公司诉江苏省苏州市盐务管理局盐业行政处罚案
- 指导案例6号：黄泽富、何伯琼、何熠诉四川省成都市金堂工商行政管理局行政处罚案
- 指导案例7号：牡丹江市宏阁建筑安装有限责任公司诉牡丹江市华隆房地产开发有限责任公司、张继增建设工程施工合同纠纷案
- 指导案例8号：林方清诉常熟市凯莱实业有限公司、戴小明公司解散纠纷案

## 第三批（2012年9月18日）[4]
- 指导案例9号：上海存亮贸易有限公司诉蒋志东、王卫明等买卖合同纠纷案
- 指导案例10号：李建军诉上海佳动力环保科技有限公司公司决议撤销纠纷案
- 指导案例11号：杨延虎等贪污案
- 指导案例12号：李飞故意杀人案

## 第四批（2013年1月31日）[5]
- 指导案例13号：王召成等非法买卖、储存危险物质案
- 指导案例14号：董某某、宋某某抢劫案
- 指导案例15号：徐工集团工程机械股份有限公司诉成都川交工贸有限责任公司等买卖合同纠纷案
- 指导案例16号：中海发展股份有限公司货轮公司申请设立海事赔偿责任限制基金案

## 第五批（2013年11月8日）[6]
- 指导案例17号：张莉诉北京合力华通汽车服务有限公司买卖合同纠纷案
- 指导案例18号：中兴通讯（杭州）有限责任公司诉王鹏劳动合同纠纷案
- 指导案例19号：赵春明等诉烟台市福山区汽车运输公司、卫德平等机动车交通事故责任纠纷案
- 指导案例20号：深圳市斯瑞曼精细化工有限公司诉深圳市坑梓自来水有限公司、深圳市康泰蓝水处理设备有限公司侵害发明专利权纠纷案
- 指导案例21号：内蒙古秋实房地产开发有限责任公司诉呼和浩特市人民防空办公室人防行政征收案
- 指导案例22号：魏永高、陈守志诉来安县人民政府收回土地使用权批复案

## 第六批（2014年1月26日）[7]
- 指导案例23号：孙银山诉南京欧尚超市有限公司江宁店买卖合同纠纷案
- 指导案例24号：荣宝英诉王阳、永诚财产保险股份有限公司江阴支公司机动车交通事故责任纠纷案
- 指导案例25号：华泰财产保险有限公司北京分公司诉李志贵、天安财产保险股份有限公司河北省分公司张家口支公司保险人代位求偿权纠纷案
- 指导案例26号：李健雄诉广东省交通运输厅政府信息公开案

## 第七批（2014年6月26日）[8]
- 指导案例27号：臧进泉等盗窃、诈骗案
- 指导案例28号：胡克金拒不支付劳动报酬案
- 指导案例29号：天津中国青年旅行社诉天津国青国际旅行社擅自使用他人企业名称纠纷案
- 指导案例30号：兰建军、杭州小拇指汽车维修科技股份有限公司诉天津市小拇指汽车维修服务有限公司等侵害商标权及不正当竞争纠纷案
- 指导案例31号：江苏炜伦航运股份有限公司诉米拉达 玫瑰公司船舶碰撞损害赔偿纠纷案

## 第八批（2014年12月18日）[9]
- 指导案例32号：张某某、金某危险驾驶案
- 指导案例33号：瑞士嘉吉国际公司诉福建金石制油有限公司等确认合同无效纠纷案
- 指导案例34号：李晓玲、李鹏裕申请执行厦门海洋实业（集团）股份有限公司、厦门海洋实业总公司执行复议案
- 指导案例35号：广东龙正投资发展有限公司与广东景茂拍卖行有限公司委托拍卖执行复议案
- 指导案例36号：中投信用担保有限公司与海通证券股份有限公司等证券权益纠纷执行复议案
- 指导案例37号：上海金纬机械制造有限公司与瑞士瑞泰克公司仲裁裁决执行复议案

## 第九批（2014年12月24日）[10]
- 指导案例38号：田永诉北京科技大学拒绝颁发毕业证、学位证案
- 指导案例39号：何小强诉华中科技大学拒绝授予学位案
- 指导案例40号：孙立兴诉天津新技术产业园区劳动人事局工伤认定案
- 指导案例41号：宣懿成等诉浙江省衢州市国土资源局收回国有土地使用权案
- 指导案例42号：朱红蔚申请无罪逮捕赔偿案
- 指导案例43号：国泰君安证券股份有限公司海口滨海大道（天福酒店）证券营业部申请错误执行赔偿案
- 指导案例44号：卜新光申请刑事违法追缴赔偿案

## 第10批（2015年4月15日）[11]
- 指导案例45号：北京百度网讯科技有限公司诉青岛奥商网络技术有限公司等不正当竞争纠纷案
- 指导案例46号：山东鲁锦实业有限公司诉鄄城县鲁锦工艺品有限责任公司、济宁礼之邦家纺有限公司侵害商标权及不正当竞争纠纷案
- 指导案例47号：意大利费列罗公司诉蒙特莎（张家港）食品有限公司、天津经济技术开发区正元行销有限公司不正当竞争纠纷案
- 指导案例48号：北京精雕科技有限公司诉上海奈凯电子科技有限公司侵害计算机软件著作权纠纷案
- 指导案例49号：石鸿林诉泰州华仁电子资讯有限公司侵害计算机软件著作权纠纷案
- 指导案例50号：李某、郭某阳诉郭某和、童某某继承纠纷案
- 指导案例51号：阿卜杜勒·瓦希德诉中国东方航空股份有限公司航空旅客运输合同纠纷案
- 指导案例52号：海南丰海粮油工业有限公司诉中国人民财产保险股份有限公司海南省分公司海上货物运输保险合同纠纷案

## 第11批（2015年11月19日）[12]
- 指导案例53号：福建海峡银行股份有限公司福州五一支行诉长乐亚新污水处理有限公司、福州市政工程有限公司金融借款合同纠纷案
- 指导案例54号：中国农业发展银行安徽省分行诉 张大标、安徽长江融资担保集团有限公司执行异议之诉纠纷案
- 指导案例55号：柏万清诉成都难寻物品营销服务中心等侵害实用新型专利权纠纷案
- 指导案例56号：韩凤彬诉内蒙古九郡药业有限责任公司等产品责任纠纷管辖权异议案

## 第12批（2016年5月30日）[13]
- 指导案例57号：温州银行股份有限公司宁波分行诉浙江创菱电器有限公司等金融借款合同纠纷案
- 指导案例58号：成都同德福合川桃片有限公司诉重庆市合川区同德福桃片有限公司、余晓华侵害商标权及不正当竞争纠纷案
- 指导案例59号：戴世华诉济南市公安消防支队消防验收纠纷案
- 指导案例60号：盐城市奥康食品有限公司东台分公司诉盐城市东台工商行政管理局工商行政处罚案

## 第13批（2016年6月30日）[14]
- 指导案例61号：马乐利用未公开信息交易案
- 指导案例62号：王新明合同诈骗案
- 指导案例63号：徐加富强制医疗案
- 指导案例64号：刘超捷诉中国移动通信集团江苏有限公司徐州分公司电信服务合同纠纷案

## 第14批（2016年9月19日）[15]
- 指导案例65号：上海市虹口区久乐大厦小区业主大会诉上海环亚实业总公司业主共有权纠纷案
- 指导案例66号：雷某某诉宋某某离婚纠纷案
- 指导案例67号：汤长龙诉周士海股权转让纠纷案
- 指导案例68号：上海欧宝生物科技有限公司诉辽宁特莱维置业发展有限公司企业借贷纠纷案
- 指导案例69号：王明德诉乐山市人力资源和社会保障局工伤认定案

## 第15批（2016年12月28日）[16]
- 指导案例70号：北京阳光一佰生物技术开发有限公司、习文有等生产、销售有毒、有害食品案
- 指导案例71号：毛建文拒不执行判决、裁定案
- 指导案例72号：汤龙、刘新龙、马忠太、王洪刚诉新疆鄂尔多斯彦海房地产开发有限公司商品房买卖合同纠纷案
- 指导案例73号：通州建总集团有限公司诉安徽天宇化工有限公司别除权纠纷案
- 指导案例74号：中国平安财产保险股份有限公司江苏分公司诉江苏镇江安装集团有限公司保险人代位求偿权纠纷案
- 指导案例75号：中国生物多样性保护与绿色发展基金会诉宁夏瑞泰科技股份有限公司环境污染公益诉讼案
- 指导案例76号：萍乡市亚鹏房地产开发有限公司诉萍乡市国土资源局不履行行政协议案
- 指导案例77号：罗镕荣诉吉安市物价局物价行政处理案

## 第16批（2017年3月6日）[17]
- 指导案例78号：北京奇虎科技有限公司诉腾讯科技（深圳）有限公司、深圳市腾讯计算机系统有限公司滥用市场支配地位纠纷案
- 指导案例79号：吴小秦诉陕西广电网络传媒（集团）股份有限公司捆绑交易纠纷案
- 指导案例80号：洪福远、邓春香诉贵州五福坊食品有限公司、贵州今彩民族文化研发有限公司著作权侵权纠纷案
- 指导案例81号：张晓燕诉雷献和、赵琪、山东爱书人音像图书有限公司著作权侵权纠纷案
- 指导案例82号：王碎永诉深圳歌力思服饰股份有限公司、杭州银泰世纪百货有限公司侵害商标权纠纷案
- 指导案例83号：威海嘉易烤生活家电有限公司诉永康市金仕德工贸有限公司、浙江天猫网络有限公司侵害发明专利权纠纷案
- 指导案例84号：礼来公司诉常州华生制药有限公司侵害发明专利权纠纷案
- 指导案例85号：高仪股份公司诉浙江健龙卫浴有限公司侵害外观设计专利权纠纷案
- 指导案例86号：天津天隆种业科技有限公司与江苏徐农种业科技有限公司侵害植物新品种权纠纷案
- 指导案例87号：郭明升、郭明锋、孙淑标假冒注册商标案

## 第17批（2017年11月15日）[18]
- 指导案例88号：张道文、陶仁等诉四川省简阳市人民政府侵犯客运人力三轮车经营权案
- 指导案例89号：吴小秦诉陕西广电网络传媒（集团）股份有限公司捆绑交易纠纷案
- 指导案例90号：洪福远、邓春香诉贵州五福坊食品有限公司、贵州今彩民族文化研发有限公司著作权侵权纠纷案
- 指导案例91号：张晓燕诉雷献和、赵琪、山东爱书人音像图书有限公司著作权侵权纠纷案
- 指导案例92号：王碎永诉深圳歌力思服饰股份有限公司、杭州银泰世纪百货有限公司侵害商标权纠纷案

## 第18批（2018年6月20日）[19]
- 指导案例93号：于欢故意伤害案
- 指导案例94号：重庆市涪陵志大物业管理有限公司诉重庆市涪陵区人力资源和社会保障局劳动和社会保障行政确认案
- 指导案例95号：中国工商银行股份有限公司宣城龙首支行诉宣城柏冠贸易有限公司、江苏凯盛置业有限公司等金融借款合同纠纷案
- 指导案例96号：宋文军诉西安市大华餐饮有限公司股东资格确认纠纷案

## 第19批（2018年12月19日）[20]
- 指导案例97号：王力军非法经营再审改判无罪案
- 指导案例98号：张庆福、张殿凯诉朱振彪生命权纠纷案
- 指导案例99号：葛长生诉洪振快名誉权、荣誉权纠纷案
- 指导案例100号：山东登海先锋种业有限公司诉陕西农丰种业有限责任公司、山西大丰种业有限公司侵害植物新品种权纠纷案
- 指导案例101号：罗元昌诉重庆市彭水苗族土家族自治县地方海事处政府信息公开案

## 第20批（2018年12月25日）
本批指导案例所涉犯罪均为计算机犯罪。
- 指导案例102号：付宣豪、黄子超破坏计算机信息系统案
- 指导案例103号：徐强破坏计算机信息系统案
- 指导案例104号：李森、何利民、张锋勃等人破坏计算机信息系统案
- 指导案例105号：洪小强、洪礼沃、洪清泉、李志荣开设赌场案
- 指导案例106号：谢检军、高垒、高尔樵、杨泽彬开设赌场案

## 第21批（2019年2月25日）
本批指导案例所涉案件均与“一带一路”有关。
- 指导案例107号：中化国际（新加坡）有限公司诉蒂森克虏伯冶金产品有限责任公司国际货物买卖合同纠纷案
- 指导案例108号：浙江隆达不锈钢有限公司诉A.P.穆勒-马士基有限公司海上货物运输合同纠纷案
- 指导案例109号：安徽省外经建设（集团）有限公司诉东方置业房地产有限公司保函欺诈纠纷案
- 指导案例110号：交通运输部南海救助局诉阿昌格罗斯投资公司、香港安达欧森有限公司上海代表处海难救助合同纠纷案
- 指导案例111号：中国建设银行股份有限公司广州荔湾支行诉广东蓝粤能源发展有限公司等信用证开证纠纷案
- 指导案例112号：阿斯特克有限公司申请设立海事赔偿责任限制基金案

## 第22批（2020年1月14日
第22批指导性案例，含3件知识产权案例和1件国家赔偿案例。
- 指导案例113号：迈克尔·杰弗里·乔丹与国家工商行政管理总局商标评审委员会、乔丹体育股份有限公司“乔丹”商标争议行政纠纷案
- 指导案例114号：克里斯蒂昂迪奥尔香料公司诉国家工商行政管理总局商标评审委员会商标申请驳回复审行政纠纷案
- 指导案例115号：瓦莱奥清洗系统公司诉厦门卢卡斯汽车配件有限公司等侵害发明专利权纠纷案
- 指导案例116号：丹东益阳投资有限公司申请丹东市中级人民法院错误执行国家赔偿案

## 第23批（2020年1月14日）
第23批案例，主要涉及法院案件的执行问题。
- 指导案例117号：中建三局第一建设工程有限责任公司与澳中财富（合肥）投资置业有限公司、安徽文峰置业有限公司执行复议案
- 指导案例118号：东北电气发展股份有限公司与国家开发银行股份有限公司、沈阳高压开关有限责任公司等执行复议案
- 指导案例119号：安徽省滁州市建筑安装工程有限公司与湖北追日电气股份有限公司执行复议案
- 指导案例120号：青海金泰融资担保有限公司与上海金桥工程建设发展有限公司、青海三工置业有限公司执行复议案
- 指导案例121号：株洲海川实业有限责任公司与中国银行股份有限公司长沙市蔡锷支行、湖南省德奕鸿金属材料有限公司财产保全执行复议案
- 指导案例122号：河南神泉之源实业发展有限公司与赵五军、汝州博易观光医疗主题园区开发有限公司等执行监督案
- 指导案例123号：于红岩与锡林郭勒盟隆兴矿业有限责任公司执行监督案
- 指导案例124号：中国防卫科技学院与联合资源教育发展（燕郊）有限公司执行监督案
- 指导案例125号：陈载果与刘荣坤、广东省汕头渔业用品进出口公司等申请撤销拍卖执行监督案
- 指导案例126号：江苏天宇建设集团有限公司与无锡时代盛业房地产开发有限公司执行监督案

## 第24批（2020年1月14日）
第24批案件主要为环境资源类案件。
- 指导案例127号：吕金奎等79人诉山海关船舶重工有限责任公司海上污染损害责任纠纷案
- 指导案例128号：李劲诉华润置地（重庆）有限公司环境污染责任纠纷案
- 指导案例129号：江苏省人民政府诉安徽海德化工科技有限公司生态环境损害赔偿案
- 指导案例130号：重庆市人民政府、重庆两江志愿服务发展中心诉重庆藏金阁物业管理有限公司、重庆首旭环保科技 有限公司生态环境损害赔偿、环境民事公益诉讼案
- 指导案例131号：中华环保联合会诉德州晶华集团振华有限公司大气污染责任民事公益诉讼案
- 指导案例132号：中国生物多样性保护与绿色发展基金会诉秦皇岛方圆包装玻璃有限公司大气污染责任民事公益诉讼案
- 指导案例133号：山东省烟台市人民检察院诉王振殿、马群凯环境民事公益诉讼案
- 指导案例134号：重庆市绿色志愿者联合会诉恩施自治州建始磺厂坪矿业有限责任公司水污染责任民事公益诉讼案
- 指导案例135号：江苏省徐州市人民检察院诉苏州其安工艺品有限公司等环境民事公益诉讼案
- 指导案例136号：吉林省白山市人民检察院诉白山市江源区卫生和计划生育局、白山市江源区中医院环境公益诉讼案
- 指导案例137号：云南省剑川县人民检察院诉剑川县森林公安局怠于履行法定职责环境行政公益诉讼案
- 指导案例138号：陈德龙诉成都市成华区环境保护局环境行政处罚案
- 指导案例139号：上海鑫晶山建材开发有限公司诉上海市金山区环境保护局环境行政处罚案

## 第25批（2020年10月9日）
第25批案例均为“弘扬社会主义核心价值观”案例。
- 指导案例140号：李秋月等诉广州市花都区梯面镇红山村村民委员会违反安全保障义务责任纠纷案
- 指导案例141号：支某1等诉北京市永定河管理处生命权、健康权、身体权纠纷案
- 指导案例142号：刘明莲、郭丽丽、郭双双诉孙伟、河南兰庭物业管理有限公司信阳分公司生命权纠纷案
- 指导案例143号：北京兰世达光电科技有限公司、黄晓兰诉赵敏名誉权纠纷案

## 第26批（2021年1月12日）
第26批案例均为刑事案件，主要涉及正当防卫行为及非法控制计算机信息系统罪、开设赌场罪、故意损毁名胜古迹罪等罪的裁判尺度。
- 指导案例144号：张那木拉正当防卫案
- 指导案例145号：张竣杰等非法控制计算机信息系统案
- 指导案例146号：陈庆豪、陈淑娟、赵延海开设赌场案
- 指导案例147号：张永明、毛伟明、张鹭故意损毁名胜古迹案

## 第27批（2021年2月19日）
第27批案例均为民商事案件。
- 指导案例148号：高光诉三亚天通国际酒店有限公司、海南博超房地产开发有限公司等第三人撤销之诉案
- 指导案例149号：长沙广大建筑装饰有限公司诉中国工商银行股份有限公司广州粤秀支行、林传武、长沙广大建筑装饰有限公司广州分公司等第三人撤销之诉案
- 指导案例150号：中国民生银行股份有限公司温州分行诉浙江山口建筑工程有限公司、青田依利高鞋业有限公司第三人撤销之诉案
- 指导案例151号：台州德力奥汽车部件制造有限公司诉浙江建环机械有限公司管理人浙江安天律师事务所、中国光大银行股份有限公司台州温岭支行第三人撤销之诉案
- 指导案例152号：鞍山市中小企业信用担保中心诉汪薇、鲁金英第三人撤销之诉案
- 指导案例153号：永安市燕诚房地产开发有限公司诉郑耀南、远东（厦门）房地产发展有限公司等第三人撤销之诉案
- 指导案例154号：王四光诉中天建设集团有限公司、白山和丰置业有限公司案外人执行异议之诉案
- 指导案例155号：中国建设银行股份有限公司怀化市分行诉中国华融资产管理股份有限公司湖南省分公司等案外人执行异议之诉案
- 指导案例156号：王岩岩诉徐意君、北京市金陛房地产发展有限责任公司案外人执行异议之诉案

## 第28批（2021年7月15日）
第28批案例均为知识产权类案件，主要涉及著作权，专利权，商标权以及反不正当竞争的相关裁判要旨。
- 指导案例157号：左尚明舍家居用品（上海）有限公司诉北京中融恒盛木业有限公司、南京梦阳家具销售中心侵害著作权纠纷案
- 指导案例158号：深圳市卫邦科技有限公司诉李坚毅、深圳市远程智能设备有限公司专利权权属纠纷案
- 指导案例159号：深圳敦骏科技有限公司诉深圳市吉祥腾达科技有限公司等侵害发明专利权纠纷案
- 指导案例160号：蔡新光诉广州市润平商业有限公司侵害植物新品种权纠纷案
- 指导案例161号：广州王老吉大健康产业有限公司诉加多宝（中国）饮料有限公司虚假宣传纠纷案
- 指导案例162号：重庆江小白酒业有限公司诉国家知识产权局、第三人重庆市江津酒厂（集团）有限公司商标权无效宣告行政纠纷案

## 第29批（2021年9月14日）
第29批案例均为企业实质合并破产重整三个案例。
- 指导案例163号：江苏省纺织工业（集团）进出口有限公司及其五家子公司实质合并破产重整案
- 指导案例164号：江苏苏醇酒业有限公司及关联公司实质合并破产重整案
- 指导案例165号：重庆金江印染有限公司、重庆川江针纺有限公司破产管理人申请实质合并破产清算案

## 第30批（2021年11月9日）
第30批案例主要为民事合同类相关案例。
- 指导案例166号：北京隆昌伟业贸易有限公司诉北京城建重工有限公司合同纠纷案
- 指导案例167号：北京大唐燃料有限公司诉山东百富物流有限公司买卖合同纠纷案
- 指导案例168号：中信银行股份有限公司东莞分行诉陈志华等金融借款合同纠纷案
- 指导案例169号：徐欣诉招商银行股份有限公司上海延西支行银行卡纠纷案
- 指导案例170号：饶国礼诉某物资供应站等房屋租赁合同纠纷案
- 指导案例171号：中天建设集团有限公司诉河南恒和置业有限公司建设工程施工合同纠纷案

## 第31批（2021年12月1日）
第31批案例涉及到刑事附带民事公益诉讼、环境保护、野生动物保护以及行政处罚法相关内容。
- 指导案例172号：秦家学滥伐林木刑事附带民事公益诉讼案
- 指导案例173号：北京市朝阳区自然之友环境研究所诉中国水电顾问集团新平开发有限公司、中国电建集团昆明勘测设计研究院有限公司生态环境保护民事公益诉讼案
- 指导案例174号：中国生物多样性保护与绿色发展基金会诉雅砻江流域水电开发有限公司生态环境保护民事公益诉讼案
- 指导案例175号：江苏省泰州市人民检察院诉王小朋等59人生态破坏民事公益诉讼案
- 指导案例176号：湖南省益阳市人民检察院诉夏顺安等15人生态破坏民事公益诉讼案
- 指导案例177号：海南临高盈海船务有限公司诉三沙市渔政支队行政处罚案
- 指导案例178号：北海市乃志海洋科技有限公司诉北海市海洋与渔业局行政处罚案

## 不再参考的部分指导性案例
为保证国家法律统一正确适用，根据《中华人民共和国民法典》等有关法律规定和审判实际，经最高人民法院审判委员会讨论决定，9号、20号指导性案例不再参照。但该指导性案例的裁判以及参照该指导性案例作出的裁判仍然有效。
- 指导案例9号：上海存亮贸易有限公司诉蒋志东、王卫明等买卖合同纠纷案
- 指导案例20号：深圳市斯瑞曼精细化工有限公司诉深圳市坑梓自来水有限公司、深圳市康泰蓝水处理设备有限公司侵害发明专利权纠纷案